# Sankt Martin, Niederösterreich
Sankt Martin (St.Martin) är en ort och kommun  i Österrike. Den ligger i distriktet Gmünd i förbundslandet Niederösterreich, 130 km väster om huvudstaden Wien. Kommunen har i väster en kort gräns mot Tjeckien.
Kommunen består av 13 orter (Ortschaften) (inom parentes invånarantal 1 januari 2024):

- Anger (55)
- Breitenberg (10)
- Harmanschlag (241)
- Joachimstal (9)
- Langfeld (67)
- Oberlainsitz (113)
- Reitgraben (7)
- Roßbruck (87)
- Rörndlwies (8)
- Schöllbüchl (51)
- Schützenberg (32)
- St. Martin (276)
- Zeil (115)